# Цана-Ельстер
Цана-Ельстер (нім. Zahna-Elster) — місто в Німеччині, розташоване в землі Саксонія-Ангальт. Входить до складу району Віттенберг.
Площа — 148,49 км2. Населення становить 9143 ос. (станом на 31 грудня 2021).